# Campionati canadesi di sci alpino 2018
I Campionati canadesi di sci alpino 2018 si sono svolti a Red Mountain dal 21 marzo al 25 marzo. Sono stati assegnati i titoli di slalom gigante e slalom speciale, sia maschili sia femminili; le gare di discesa libera, supergigante e combinata, sia maschili sia femminili, erano in programma dall'8 all'11 aprile a Panorama, ma sono state annullate.
Trattandosi di competizioni valide anche ai fini del punteggio FIS, vi hanno partecipato anche sciatori di altre federazioni, senza che questo consentisse loro di concorrere al titolo nazionale canadese. 

## Risultati

### Uomini

#### Discesa libera
La gara, originariamente prevista il 10 aprile a Panorama, è stata annullata.

#### Supergigante
La gara, originariamente prevista l'11 aprile a Panorama, è stata annullata.

#### Slalom gigante
| Pos. | Atleta          | Nazione       | Tempo   |
| ---- | --------------- | ------------- | ------- |
| 1    | Trevor Philp    | Canada        | 2:01,60 |
| 2    | Morgan Megarry  | Canada        | 2:02,17 |
| 3    | Adam Barwood    | Nuova Zelanda | 2:02,87 |
| 4    | Erik Read       | Canada        | 2:03,20 |
| 5    | James Crawford  | Canada        | 2:03,22 |
| 6    | Sam Mulligan    | Canada        | 2:03,50 |
| 7    | Brodie Seger    | Canada        | 2:03,84 |
| 8    | Jamie Casselman | Canada        | 2:04,51 |
| 9    | Karl Kuus       | Canada        | 2:04,54 |
| 10   | Jeffrey Read    | Canada        | 2:04,59 |

Data: 25 marzo

Località: Red Mountain

1ª manche:

Ore: 

Pista: 

Partenza: 1 490 m s.l.m.

Arrivo: 1 177 m s.l.m.

Dislivello: 313 m

Tracciatore: Nick Cooper

2ª manche:

Ore: 

Pista: 

Partenza: 1 490 m s.l.m.

Arrivo: 1 177 m s.l.m.

Dislivello: 313 m

Tracciatore: Chris Powers

#### Slalom speciale
| Pos. | Atleta              | Nazione | Tempo   |
| ---- | ------------------- | ------- | ------- |
| 1    | Erik Read           | Canada  | 1:46,66 |
| 2    | Jeffrey Read        | Canada  | 1:48,30 |
| 3    | James Crawford      | Canada  | 1:49,60 |
| 4    | Dominic Unterberger | Canada  | 1:49,82 |
| 5    | Brodie Seger        | Canada  | 1:50,27 |
| 6    | Karl Kuus           | Canada  | 1:50,31 |
| 7    | Declan McCormack    | Canada  | 1:50,43 |
| 8    | Asher Jordan        | Canada  | 1:50,46 |
| 9    | Jamie Casselman     | Canada  | 1:50,82 |
| 10   | Cameron Alexander   | Canada  | 1:51,01 |

Data: 24 marzo

Località: Red Mountain

1ª manche:

Ore: 

Pista: 

Partenza: 1 370 m s.l.m.

Arrivo: 1 170 m s.l.m.

Dislivello: 200 m

Tracciatore: Julien Cousineau

2ª manche:

Ore: 

Pista: 

Partenza: 1 370 m s.l.m.

Arrivo: 1 170 m s.l.m.

Dislivello: 200 m

Tracciatore: Ryan Malmberg

#### Combinata
La gara, originariamente prevista l'11 aprile a Panorama, è stata annullata.

### Donne

#### Discesa libera
La gara, originariamente prevista il 10 aprile a Panorama, è stata annullata.

#### Supergigante
La gara, originariamente prevista l'11 aprile a Panorama, è stata annullata.

#### Slalom gigante
| Pos. | Atleta                | Nazione | Tempo   |
| ---- | --------------------- | ------- | ------- |
| 1    | Valérie Grenier       | Canada  | 2:02,72 |
| 2    | Candace Crawford      | Canada  | 2:02,82 |
| 3    | Erin Mielzynski       | Canada  | 2:03,91 |
| 4    | Mikaela Tommy         | Canada  | 2:03,96 |
| 5    | Charley Field         | Canada  | 2:06,25 |
| 6    | Georgia Burgess       | Canada  | 2:06,87 |
| 7    | Katie Fleckenstein    | Canada  | 2:07,00 |
| 8    | Stefanie Fleckenstein | Canada  | 2:07,08 |
| 9    | Sydney Mason          | Canada  | 2:07,26 |
| 10   | Alyssa Hill           | Canada  | 2:07,45 |

Data: 24 marzo

Località: Red Mountain

1ª manche:

Ore: 

Pista: 

Partenza: 1 490 m s.l.m.

Arrivo: 1 177 m s.l.m.

Dislivello: 313 m

Tracciatore: Ryan Jazic

2ª manche:

Ore: 

Pista: 

Partenza: 1 490 m s.l.m.

Arrivo: 1 177 m s.l.m.

Dislivello: 313 m

Tracciatore: Marie-Eve Boulianne

#### Slalom speciale
| Pos. | Atleta                | Nazione | Tempo   |
| ---- | --------------------- | ------- | ------- |
| 1    | Erin Mielzynski       | Canada  | 1:45,13 |
| 2    | Candace Crawford      | Canada  | 1:46,75 |
| 3    | Valérie Grenier       | Canada  | 1:47,05 |
| 4    | Mikaela Tommy         | Canada  | 1:47,82 |
| 5    | Stefanie Fleckenstein | Canada  | 1:48,20 |
| 6    | Jocelyn McCarthy      | Canada  | 1:49,25 |
| 7    | Cassidy Gray          | Canada  | 1:49,67 |
| 8    | Stephanie Profitt     | Canada  | 1:50,05 |
| 9    | Mia Henry             | Canada  | 1:50,11 |
| 10   | Alix Wells            | Canada  | 1:50,64 |

Data: 23 marzo

Località: Red Mountain

1ª manche:

Ore: 

Pista: 

Partenza: 1 376 m s.l.m.

Arrivo: 1 176 m s.l.m.

Dislivello: 200 m

Tracciatore: Marie-Eve Boulianne

2ª manche:

Ore: 

Pista: 

Partenza: 1 376 m s.l.m.

Arrivo: 1 176 m s.l.m.

Dislivello: 200 m

Tracciatore: Francis Royal

#### Combinata
La gara, originariamente prevista l'11 aprile a Panorama, è stata annullata.